# Torre de Horcajo
La torre de Horcajo o de Orcajo es una fortificación del siglo XIV-XV que está situado en el despoblado medieval de el Horcajo en el municipio zaragozano de Villarroya de la Sierra, en la comunidad autónoma de Aragón, España. 

## Historia
Se sabe que Juan II de Castilla, en 1448, tras haber destruido Torrijo de la Cañada, Horcajo, Monubles y Villalengua, se dirigió a Ateca dispuesto a conquistarla, pero desistió, por estar el castillo artillado.

## Descripción
Situado a cuatro leguas de Villarroya, según Pascual Madoz, se trata de una torre de planta ovalada de unos siete metros de diámetro, construida en mampostería, sobre un promontorio rocoso y que en su día llegó a alcanzar los veinte metros de altura. Hoy en día se encuentra reconstruida y bastante alterada, presentando una altura de tan solo 15 metros. De la construcción original, se conserva en el interior los restos de una bóveda de cañón que servía para cubrir la primera planta. El acceso se realizaba en altura a través de una puerta adintelada. En el interior existía un aljibe. Se pueden apreciar restos del recinto defensivo y restos de los cimientos de otra torres de planta también circular. En la actualidad el acceso es restringido por tratarse de una vivienda de propiedad particular.

## Catalogación
Se encuentra protegido dentro de la declaración genérica de Bien de interés cultural de todos los castillos de España por el Decreto de 22 de abril de 1949 y Ley 16/1985 de protección del Patrimonio Histórico Español. 

## Enlaces de interés
- Wikimedia Commons alberga una categoría multimedia sobre Torre de Horcajo.
- Torre de Horcajo en CastillosNet.
- Ficha A.R.C.A.

- Datos: Q37917109